# Edmundo Abaya
Edmundo Madarang Abaya (ur. 19 stycznia 1929 w Candon, zm. 21 września 2018) – filipiński duchowny rzymskokatolicki, w latach 1999–2005 arcybiskup Nueva Segovia.

## Życiorys
Święcenia kapłańskie przyjął 21 marca 1953. 11 grudnia 1978 został prekonizowany biskupem Laoag. Sakrę biskupią otrzymał 19 stycznia 1979. 22 maja 1999 mianowany został arcybiskupem Nueva Segovia. 12 lutego 2005 przeszedł na emeryturę.
Zmarł 21 września 2018.